# 사무라이 쇼다운 (1993년 비디오 게임)
《사무라이 쇼다운》(Samurai Shodown)은 SNK가 1993년에 발매한 아케이드 대전 격투 게임이다. 네오지오로 발매된 《사무라이 쇼다운》 시리즈 첫작품으로, 캡콤의 스트리트 파이터 II를 비롯한 동시대의 게임들이 현대 배경의 맨손 격투에 치중한 반면 《사무라이 쇼다운》은 일본 에도 시대를 무대로 무기를 이용한 대전 시스템으로 주목을 끌었다. 일본선 《사무라이 스피리츠》(サムライスピリッツ)라는 제목으로 출시됐다.

## 게임플레이
A, B 버튼 동시 누르기로 강베기, C와 D 버튼 동시 누르기로 강차기를 발동할 수 있다. 패배한 자는 몸에서 피가 분수처럼 솟구치거나, 동체가 절단되는 등의 잔악한 연출이 나온다.

## 개발
본 작품은 캡콤에서 이직한 직원들과 기존 SNK 프로그래머들이 모여 제작했다.

## 발매
아케이드 전용으로 발매된 후 슈퍼 패미컴, 메가 드라이브를 비롯한 가정용 게임기으로 이식됐다. 타카라가 발매한 게임보이 버전 〈열투 사무라이 스피리츠〉에서는 구로코와 비각도 본래 플레이어 캐릭터로 사용할 수 있다.